# Giải bóng đá vô địch quốc gia Đức 2020–21
Giải bóng đá vô địch quốc gia Đức 2020–21 (Bundesliga 2020-21) là mùa giải thứ 58 của Giải bóng đá vô địch quốc gia Đức, giải đấu bóng đá hàng đầu của nước Đức. Giải bắt đầu vào ngày 18 tháng 9 năm 2020 và kết thúc vào ngày 22 tháng 5 năm 2021. Mùa giải ban đầu dự kiến được bắt đầu vào ngày 21 tháng 8 năm 2020 và kết thúc vào ngày 15 tháng 5 năm 2021, dù vậy giải bị lùi lịch do sự trì hoãn của mùa giải trước do hậu quả của đại dịch COVID-19. Lịch thi đấu được công bố vào ngày 7 tháng 8 năm 2020.
Bayern Munich là đương kim vô địch và đã bảo vệ thành công danh hiệu, là chức vô địch thứ 9 liên tiếp và là danh hiệu nước Đức thứ 31 (thứ 30 ở kỷ nguyên Bundesliga) vào ngày 8 tháng 5 sớm ba vòng đấu. Nhờ việc vô địch Bundesliga thứ 30, Bayern Munich được vinh danh với ngôi sao vàng thứ năm trên logo của đội và áo đấu.
Robert Lewandowski thiết lập kỷ lục mới cho số bàn thắng ghi được trong một mùa giải với 41 bàn cho Bayern, vượt qua kỷ lục cũ 40 bàn được thiết lập bởi Gerd Müller ở mùa giải 1971–72.

## Tác động của đại dịch COVID-19
Vào ngày 3 tháng 9 năm 2020, Đại hội đồng DFL đã bỏ phiếu để tiếp tục việc sử dụng năm sự thay đổi cầu thủ trong các trận đấu sang mùa giải 2020-21, điều đã được thực hiện vào cuối mùa giải trước để giảm bớt tác động của lịch thi đấu dày đặc do đại dịch COVID-19 gây ra. Việc sử dụng năm sự thay đổi cầu thủ, dựa trên quyết định của ban tổ chức giải đấu, đã được kéo dài bởi IFAB đến năm 2021. Do đại dịch COVID-19, mùa giải dự kiến bắt đầu với các trận đấu đằng sau những cánh cửa đóng hoặc giảm sức chứa do các hạn chế trên khắp các bang của Đức. Leipzig cho phép tối đa 8.500 khán giả để bắt đầu mùa giải, trong khi quy định ở Berlin cho phép tối đa 5.000 cổ động viên.

## Các đội bóng
Tổng cộng có 18 đội tham dự mùa giải 2020-21 của Bundesliga.

### Sự thay đổi đội bóng
| Thăng hạng từ 2. Bundesliga 2019-20 | Xuống hạng từ Bundesliga 2019-20 |
| ----------------------------------- | -------------------------------- |
| Arminia Bielefeld VfB Stuttgart     | Fortuna Düsseldorf SC Paderborn  |

### Sân vận động và địa điểm
| Đội                      | Địa điểm             | Sân vận động                        | Sức chứa | Tham khảo |
| ------------------------ | -------------------- | ----------------------------------- | -------- | --------- |
| FC Augsburg              | Augsburg             | Sân vận động WWK Arena              | 30.660   | [ 10 ]    |
| Hertha BSC               | Berlin               | Sân vận động Olympic                | 74.649   | [ 11 ]    |
| Union Berlin             | Berlin               | Sân vận động An der Alten Försterei | 22.012   | [ 12 ]    |
| Arminia Bielefeld        | Bielefeld            | Sân vận động Schüco-Arena           | 27.300   | [ 13 ]    |
| Werder Bremen            | Bremen               | Sân vận động Wohninvest Weser       | 42.100   | [ 14 ]    |
| Borussia Dortmund        | Dortmund             | Sân vận động Signal Iduna Park      | 81.365   | [ 15 ]    |
| Eintracht Frankfurt      | Frankfurt            | Sân vận động Deutsche Bank Park     | 51.500   | [ 16 ]    |
| SC Freiburg              | Freiburg im Breisgau | Sân vận động Schwarzwald            | 24.000   | [ 17 ]    |
| 1899 Hoffenheim          | Sinsheim             | Sân vận động PreZero Arena          | 30.150   | [ 18 ]    |
| 1. FC Köln               | Cologne              | Sân vận động RheinEnergie           | 49.698   | [ 19 ]    |
| RB Leipzig               | Leipzig              | Sân vận động Red Bull Arena         | 42.558   | [ 20 ]    |
| Bayer Leverkusen         | Leverkusen           | Sân vận động BayArena               | 30.210   | [ 21 ]    |
| Mainz 05                 | Mainz                | Sân vận động Opel Arena             | 34.000   | [ 22 ]    |
| Borussia Mönchengladbach | Mönchengladbach      | Sân vận động Borussia-Park          | 59.724   | [ 23 ]    |
| Bayern Munich            | Munich               | Sân vận động Allianz Arena          | 75.000   | [ 24 ]    |
| Schalke 04               | Gelsenkirchen        | Sân vận động Veltins-Arena          | 62.271   | [ 25 ]    |
| VfB Stuttgart            | Stuttgart            | Sân vận động Mercedes-Benz Arena    | 60.449   | [ 26 ]    |
| VfL Wolfsburg            | Wolfsburg            | Sân vận động Volkswagen Arena       | 30.000   | [ 27 ]    |

### Nhân sự và trang phục
| Đội                      | Huấn luyện viên         | Đội trưởng          | Nhà sản xuất trang phục | Nhà tài trợ áo đấu      | Nhà tài trợ áo đấu     |
| Đội                      | Huấn luyện viên         | Đội trưởng          | Nhà sản xuất trang phục | Trước áo                | Tay áo                 |
| ------------------------ | ----------------------- | ------------------- | ----------------------- | ----------------------- | ---------------------- |
| FC Augsburg              | Markus Weinzierl        | Jeffrey Gouweleeuw  | Nike                    | WWK                     | Siegmund               |
| Hertha BSC               | Pál Dárdai              | Dedryck Boyata      | Nike                    | Homeday                 | Hyundai                |
| Union Berlin             | Urs Fischer             | Christopher Trimmel | Adidas                  | Aroundtown              | wefox                  |
| Arminia Bielefeld        | Frank Kramer            | Fabian Klos         | Macron                  | Schüco                  | JAB Anstoetz Textilien |
| Werder Bremen            | Thomas Schaaf           | Niklas Moisander    | Umbro                   | Wiesenhof               | 188bet                 |
| Borussia Dortmund        | Edin Terzić (tạm quyền) | Marco Reus          | Puma                    | 1&1 Ionos               | Opel                   |
| Eintracht Frankfurt      | Adi Hütter              | Makoto Hasebe       | Nike                    | Indeed.com              | dpd                    |
| SC Freiburg              | Christian Streich       | Christian Günter    | Hummel                  | Schwarzwaldmilch        | ROSE Bikes             |
| 1899 Hoffenheim          | Sebastian Hoeneß        | Benjamin Hübner     | Joma                    | SAP                     | SNP                    |
| 1. FC Köln               | Friedhelm Funkel        | Jonas Hector        | Uhlsport                | REWE                    | DEVK                   |
| RB Leipzig               | Julian Nagelsmann       | Marcel Sabitzer     | Nike                    | Red Bull                | CG Immobilien          |
| Bayer Leverkusen         | Hannes Wolf (tạm quyền) | Charles Aránguiz    | Jako                    | Barmenia Versicherungen | Kieser Training        |
| Mainz 05                 | Bo Svensson             | Danny Latza         | Kappa                   | Kömmerling              | fb88.com               |
| Borussia Mönchengladbach | Marco Rose              | Lars Stindl         | Puma                    | flatex                  | Sonepar                |
| Bayern Munich            | Hans-Dieter Flick       | Manuel Neuer        | Adidas                  | Deutsche Telekom        | Qatar Airways          |
| Schalke 04               | Dimitrios Grammozis     | Sead Kolašinac      | Umbro                   | Gazprom                 | Harfid                 |
| VfB Stuttgart            | Pellegrino Matarazzo    | Gonzalo Castro      | Jako                    | Mercedes-Benz Bank      | Mercedes-Benz EQ       |
| VfL Wolfsburg            | Oliver Glasner          | Josuha Guilavogui   | Nike                    | Volkswagen              | Linglong Tire          |

### Sự thay đổi huấn luyện viên
| Đội               | Huấn luyện viên đi                                       | Lý do                        | Ngày đi              | Ngày đi              | Vị trí ở bảng xếp hạng | Huấn luyện viên đến           | Ngày đến             | Ngày đến             | Tham khảo            |
| Đội               | Huấn luyện viên đi                                       | Lý do                        | Công bố vào ngày     | Đi vào ngày          | Vị trí ở bảng xếp hạng | Huấn luyện viên đến           | Công bố vào ngày     | Đến vào ngày         | Tham khảo            |
| ----------------- | -------------------------------------------------------- | ---------------------------- | -------------------- | -------------------- | ---------------------- | ----------------------------- | -------------------- | -------------------- | -------------------- |
| 1899 Hoffenheim   | Matthias Kaltenbach Marcel Rapp Kai Herdling (tạm quyền) | Kết thúc thời gian tạm quyền | 9 tháng 6 năm 2020   | 30 tháng 6 năm 2020  | Trước mùa giải         | Sebastian Hoeneß              | 27 tháng 7 năm 2020  | 27 tháng 7 năm 2020  | [ 29 ] [ 30 ] [ 31 ] |
| Schalke 04        | David Wagner                                             | Bị sa thải                   | 27 tháng 9 năm 2020  | 27 tháng 9 năm 2020  | Thứ 18                 | Manuel Baum                   | 30 tháng 9 năm 2020  | 30 tháng 9 năm 2020  | [ 32 ] [ 33 ]        |
| Mainz 05          | Achim Beierlorzer                                        | Bị sa thải                   | 28 tháng 9 năm 2020  | 28 tháng 9 năm 2020  | Thứ 17                 | Jan-Moritz Lichte (tạm quyền) | 28 tháng 9 năm 2020  | 28 tháng 9 năm 2020  | [ 34 ]               |
| Borussia Dortmund | Lucien Favre                                             | Bị sa thải                   | 13 tháng 12 năm 2020 | 13 tháng 12 năm 2020 | Thứ 5                  | Edin Terzić (tạm quyền)       | 13 tháng 12 năm 2020 | 13 tháng 12 năm 2020 | [ 35 ]               |
| Schalke 04        | Manuel Baum                                              | Bị sa thải                   | 18 tháng 12 năm 2020 | 18 tháng 12 năm 2020 | Thứ 18                 | Huub Stevens (tạm quyền)      | 18 tháng 12 năm 2020 | 18 tháng 12 năm 2020 | [ 36 ]               |
| Schalke 04        | Huub Stevens (tạm quyền)                                 | Kết thúc thời gian tạm quyền | 22 tháng 12 năm 2020 | 22 tháng 12 năm 2020 | Thứ 18                 | Christian Gross               | 27 tháng 12 năm 2020 | 27 tháng 12 năm 2020 | [ 37 ]               |
| Mainz 05          | Jan-Moritz Lichte (tạm quyền)                            | Bị sa thải                   | 28 tháng 12 năm 2020 | 28 tháng 12 năm 2020 | Thứ 17                 | Jan Siewert (tạm quyền)       | 28 tháng 12 năm 2020 | 28 tháng 12 năm 2020 | [ 38 ]               |
| Mainz 05          | Jan Siewert (tạm quyền)                                  | Kết thúc thời gian tạm quyền | 4 tháng 1 năm 2021   | 4 tháng 1 năm 2021   | Thứ 17                 | Bo Svensson                   | 4 tháng 1 năm 2021   | 4 tháng 1 năm 2021   | [ 39 ]               |
| Hertha BSC        | Bruno Labbadia                                           | Bị sa thải                   | 24 tháng 1 năm 2021  | 24 tháng 1 năm 2021  | Thứ 13                 | Pál Dárdai                    | 25 tháng 1 năm 2021  | 25 tháng 1 năm 2021  | [ 40 ] [ 41 ]        |
| Schalke 04        | Christian Gross                                          | Bị sa thải                   | 28 tháng 2 năm 2021  | 28 tháng 2 năm 2021  | Thứ 18                 | Dimitrios Grammozis           | 2 tháng 3 năm 2021   | 2 tháng 3 năm 2021   | [ 42 ] [ 43 ]        |
| Arminia Bielefeld | Uwe Neuhaus                                              | Bị sa thải                   | 1 tháng 3 năm 2021   | 1 tháng 3 năm 2021   | Thứ 16                 | Frank Kramer                  | 2 tháng 3 năm 2021   | 2 tháng 3 năm 2021   | [ 44 ] [ 45 ]        |
| Bayer Leverkusen  | Peter Bosz                                               | Bị sa thải                   | 23 tháng 3 năm 2021  | 23 tháng 3 năm 2021  | Thứ 6                  | Hannes Wolf (tạm quyền)       | 23 tháng 3 năm 2021  | 23 tháng 3 năm 2021  | [ 46 ]               |
| 1. FC Köln        | Markus Gisdol                                            | Bị sa thải                   | 11 tháng 4 năm 2021  | 11 tháng 4 năm 2021  | Thứ 17                 | Friedhelm Funkel              | 12 tháng 4 năm 2021  | 12 tháng 4 năm 2021  | [ 47 ] [ 48 ]        |
| FC Augsburg       | Heiko Herrlich                                           | Bị sa thải                   | 26 tháng 4 năm 2021  | 26 tháng 4 năm 2021  | Thứ 13                 | Markus Weinzierl              | 26 tháng 4 năm 2021  | 26 tháng 4 năm 2021  | [ 49 ]               |
| Werder Bremen     | Florian Kohfeldt                                         | Bị sa thải                   | 16 tháng 5 năm 2021  | 16 tháng 5 năm 2021  | Thứ 16                 | Thomas Schaaf                 | 16 tháng 5 năm 2021  | 16 tháng 5 năm 2021  | [ 50 ]               |

## Bảng xếp hạng
| VT | Đội                      | ST | T  | H  | B  | BT | BB | HS  | Đ  | Giành quyền tham dự hoặc xuống hạng            |
| -- | ------------------------ | -- | -- | -- | -- | -- | -- | --- | -- | ---------------------------------------------- |
| 1  | Bayern Munich (C)        | 34 | 24 | 6  | 4  | 99 | 44 | +55 | 78 | Lọt vào vòng bảng Champions League             |
| 2  | RB Leipzig               | 34 | 19 | 8  | 7  | 60 | 32 | +28 | 65 | Lọt vào vòng bảng Champions League             |
| 3  | Borussia Dortmund        | 34 | 20 | 4  | 10 | 75 | 46 | +29 | 64 | Lọt vào vòng bảng Champions League             |
| 4  | VfL Wolfsburg            | 34 | 17 | 10 | 7  | 61 | 37 | +24 | 61 | Lọt vào vòng bảng Champions League             |
| 5  | Eintracht Frankfurt      | 34 | 16 | 12 | 6  | 69 | 53 | +16 | 60 | Lọt vào vòng bảng Europa League                |
| 6  | Bayer Leverkusen         | 34 | 14 | 10 | 10 | 53 | 39 | +14 | 52 | Lọt vào vòng bảng Europa League                |
| 7  | Union Berlin             | 34 | 12 | 14 | 8  | 50 | 43 | +7  | 50 | Lọt vào vòng play-off Europa Conference League |
| 8  | Borussia Mönchengladbach | 34 | 13 | 10 | 11 | 64 | 56 | +8  | 49 |                                                |
| 9  | VfB Stuttgart            | 34 | 12 | 9  | 13 | 56 | 55 | +1  | 45 |                                                |
| 10 | SC Freiburg              | 34 | 12 | 9  | 13 | 52 | 52 | 0   | 45 |                                                |
| 11 | 1899 Hoffenheim          | 34 | 11 | 10 | 13 | 52 | 54 | −2  | 43 |                                                |
| 12 | Mainz 05                 | 34 | 10 | 9  | 15 | 39 | 56 | −17 | 39 |                                                |
| 13 | FC Augsburg              | 34 | 10 | 6  | 18 | 36 | 54 | −18 | 36 |                                                |
| 14 | Hertha BSC               | 34 | 8  | 11 | 15 | 41 | 52 | −11 | 35 |                                                |
| 15 | Arminia Bielefeld        | 34 | 9  | 8  | 17 | 26 | 52 | −26 | 35 |                                                |
| 16 | 1. FC Köln (O)           | 34 | 8  | 9  | 17 | 34 | 60 | −26 | 33 | Lọt vào vòng play-off xuống hạng               |
| 17 | Werder Bremen (R)        | 34 | 7  | 10 | 17 | 36 | 57 | −21 | 31 | Xuống hạng đến 2. Bundesliga                   |
| 18 | Schalke 04 (R)           | 34 | 3  | 7  | 24 | 25 | 86 | −61 | 16 | Xuống hạng đến 2. Bundesliga                   |

1. 1 2  Vì đội vô địch của Cúp bóng đá Đức 2020-21, Borussia Dortmund, lọt vào Champions League dựa trên vị trí bảng xếp hạng, suất vòng bảng Europa League được chuyển sang cho đội đứng thứ sáu, và suất vòng play-off Europa Conference League được chuyển sang cho đội đứng thứ bảy.

## Kết quả
| Nhà \ Khách              | AUG | BSC | UNB | BIE | BRE | DOR | FRA | FRE | HOF | KÖL | LEI | LEV | MAI | MÖN | MUN | SCH | STU | WOL |
| ------------------------ | --- | --- | --- | --- | --- | --- | --- | --- | --- | --- | --- | --- | --- | --- | --- | --- | --- | --- |
| FC Augsburg              | —   | 0–3 | 2–1 | 0–0 | 2–0 | 2–0 | 0–2 | 1–1 | 2–1 | 2–3 | 0–2 | 1–1 | 3–1 | 3–1 | 0–1 | 2–2 | 1–4 | 0–2 |
| Hertha BSC               | 2–1 | —   | 3–1 | 0–0 | 1–4 | 2–5 | 1–3 | 3–0 | 0–3 | 0–0 | 0–3 | 3–0 | 0–0 | 2–2 | 0–1 | 3–0 | 0–2 | 1–1 |
| Union Berlin             | 1–3 | 1–1 | —   | 5–0 | 3–1 | 2–1 | 3–3 | 1–1 | 1–1 | 2–1 | 2–1 | 1–0 | 4–0 | 1–1 | 1–1 | 0–0 | 2–1 | 2–2 |
| Arminia Bielefeld        | 0–1 | 1–0 | 0–0 | —   | 0–2 | 0–2 | 1–5 | 1–0 | 1–1 | 1–0 | 0–1 | 1–2 | 2–1 | 0–1 | 1–4 | 1–0 | 3–0 | 0–3 |
| Werder Bremen            | 2–0 | 1–4 | 0–2 | 1–0 | —   | 1–2 | 2–1 | 0–0 | 1–1 | 1–1 | 1–4 | 0–0 | 0–1 | 2–4 | 1–3 | 1–1 | 1–2 | 1–2 |
| Borussia Dortmund        | 3–1 | 2–0 | 2–0 | 3–0 | 4–1 | —   | 1–2 | 4–0 | 2–2 | 1–2 | 3–2 | 3–1 | 1–1 | 3–0 | 2–3 | 3–0 | 1–5 | 2–0 |
| Eintracht Frankfurt      | 2–0 | 3–1 | 5–2 | 1–1 | 1–1 | 1–1 | —   | 3–1 | 2–1 | 2–0 | 1–1 | 2–1 | 1–1 | 3–3 | 2–1 | 3–1 | 1–1 | 4–3 |
| SC Freiburg              | 2–0 | 4–1 | 0–1 | 2–0 | 1–1 | 2–1 | 2–2 | —   | 1–1 | 5–0 | 0–3 | 2–4 | 1–3 | 2–2 | 2–2 | 4–0 | 2–1 | 1–1 |
| 1899 Hoffenheim          | 3–1 | 2–1 | 1–3 | 0–0 | 4–0 | 0–1 | 1–3 | 1–3 | —   | 3–0 | 0–1 | 0–0 | 1–2 | 3–2 | 4–1 | 4–2 | 3–3 | 2–1 |
| 1. FC Köln               | 0–1 | 0–0 | 1–2 | 3–1 | 1–1 | 2–2 | 1–1 | 1–4 | 2–3 | —   | 2–1 | 0–4 | 2–3 | 1–3 | 1–2 | 1–0 | 0–1 | 2–2 |
| RB Leipzig               | 2–1 | 2–1 | 1–0 | 2–1 | 2–0 | 1–3 | 1–1 | 3–0 | 0–0 | 0–0 | —   | 1–0 | 3–1 | 3–2 | 0–1 | 4–0 | 2–0 | 2–2 |
| Bayer Leverkusen         | 3–1 | 0–0 | 1–1 | 1–2 | 1–1 | 2–1 | 3–1 | 1–2 | 4–1 | 3–0 | 1–1 | —   | 2–2 | 4–3 | 1–2 | 2–1 | 5–2 | 0–1 |
| Mainz 05                 | 0–1 | 1–1 | 1–0 | 1–1 | 0–1 | 1–3 | 0–2 | 1–0 | 1–1 | 0–1 | 3–2 | 0–1 | —   | 2–3 | 2–1 | 2–2 | 1–4 | 0–2 |
| Borussia Mönchengladbach | 1–1 | 1–1 | 1–1 | 5–0 | 1–0 | 4–2 | 4–0 | 2–1 | 1–2 | 1–2 | 1–0 | 0–1 | 1–2 | —   | 3–2 | 4–1 | 1–1 | 1–1 |
| Bayern Munich            | 5–2 | 4–3 | 1–1 | 3–3 | 1–1 | 4–2 | 5–0 | 2–1 | 4–1 | 5–1 | 3–3 | 2–0 | 5–2 | 6–0 | —   | 8–0 | 4–0 | 2–1 |
| Schalke 04               | 1–0 | 1–2 | 1–1 | 0–1 | 1–3 | 0–4 | 4–3 | 0–2 | 4–0 | 1–2 | 0–3 | 0–3 | 0–0 | 0–3 | 0–4 | —   | 1–1 | 0–2 |
| VfB Stuttgart            | 2–1 | 1–1 | 2–2 | 0–2 | 1–0 | 2–3 | 2–2 | 2–3 | 2–0 | 1–1 | 0–1 | 1–1 | 2–0 | 2–2 | 1–3 | 5–1 | —   | 1–3 |
| VfL Wolfsburg            | 0–0 | 2–0 | 3–0 | 2–1 | 5–3 | 0–2 | 2–1 | 3–0 | 2–1 | 1–0 | 2–2 | 0–0 | 2–3 | 0–0 | 2–3 | 5–0 | 1–0 | —   |

## Vòng play-off xuống hạng
Vòng play-off xuống hạng diễn ra vào ngày 26 và 29 tháng 5 năm 2021.
Tất cả thời gian là múi giờ CEST (UTC+2).

### Tổng quan
| Đội 1          | TTS | Đội 2              | Lượt đi | Lượt về |
| -------------- | --- | ------------------ | ------- | ------- |
| 1. FC Köln (B) | 5–2 | Holstein Kiel (2B) | 0–1     | 5–1     |

### Các trận đấu
| 1. FC Köln | 0–1      | Holstein Kiel |
| ---------- | -------- | ------------- |
|            | Chi tiết | - Lorenz 59'  |

| Holstein Kiel | 1–5      | 1. FC Köln                                                 |
| ------------- | -------- | ---------------------------------------------------------- |
| - Lee 4'      | Chi tiết | - Hector 3' - Andersson 6', 13' - Czichos 39' - Skhiri 84' |

1. FC Köln thắng với tổng tỷ số 5–2 và qua đó cả hai câu lạc bộ ở lại hạng đấu tương ứng của họ.

## Thống kê

### Các cầu thủ ghi bàn hàng đầu
| Hạng | Cầu thủ            | Câu lạc bộ               | Số bàn thắng |
| ---- | ------------------ | ------------------------ | ------------ |
| 1    | Robert Lewandowski | Bayern Munich            | 41           |
| 2    | André Silva        | Eintracht Frankfurt      | 28           |
| 3    | Erling Haaland     | Borussia Dortmund        | 27           |
| 4    | Andrej Kramarić    | 1899 Hoffenheim          | 20           |
| 4    | Wout Weghorst      | VfL Wolfsburg            | 20           |
| 6    | Saša Kalajdžić     | VfB Stuttgart            | 16           |
| 7    | Lars Stindl        | Borussia Mönchengladbach | 14           |
| 8    | Lucas Alario       | Bayer Leverkusen         | 11           |
| 8    | Max Kruse          | Union Berlin             | 11           |
| 8    | Thomas Müller      | Bayern Munich            | 11           |
| 8    | Silas Wamangituka  | VfB Stuttgart            | 11           |

### Các cầu thủ kiến tạo hàng đầu
| Hạng | Cầu thủ           | Câu lạc bộ               | Số pha kiến tạo |
| ---- | ----------------- | ------------------------ | --------------- |
| 1    | Thomas Müller     | Bayern Munich            | 18              |
| 2    | Filip Kostić      | Eintracht Frankfurt      | 14              |
| 3    | Daichi Kamada     | Eintracht Frankfurt      | 12              |
| 4    | Jonas Hofmann     | Borussia Mönchengladbach | 11              |
| 4    | Jadon Sancho      | Borussia Dortmund        | 11              |
| 6    | Kingsley Coman    | Bayern Munich            | 10              |
| 6    | Moussa Diaby      | Bayer Leverkusen         | 10              |
| 6    | Vincenzo Grifo    | SC Freiburg              | 10              |
| 6    | Raphaël Guerreiro | Borussia Dortmund        | 10              |
| 6    | Joshua Kimmich    | Bayern Munich            | 10              |

### Hat-trick
| Cầu thủ              | Câu lạc bộ               | Đối đầu với              | Kết quả | Ngày                 |
| -------------------- | ------------------------ | ------------------------ | ------- | -------------------- |
| Serge Gnabry         | Bayern Munich            | Schalke 04               | 8–0 (N) | 18 tháng 9 năm 2020  |
| Andrej Kramarić      | 1899 Hoffenheim          | 1. FC Köln               | 3–2 (K) | 19 tháng 9 năm 2020  |
| Niclas Füllkrug      | Werder Bremen            | Schalke 04               | 3–1 (K) | 26 tháng 9 năm 2020  |
| Robert Lewandowski4  | Bayern Munich            | Hertha BSC               | 4–3 (N) | 4 tháng 10 năm 2020  |
| Robert Lewandowski   | Bayern Munich            | Eintracht Frankfurt      | 5–0 (N) | 24 tháng 10 năm 2020 |
| Erling Haaland4      | Borussia Dortmund        | Hertha BSC               | 5–2 (K) | 21 tháng 11 năm 2020 |
| Jean-Philippe Mateta | Mainz 05                 | SC Freiburg              | 3–1 (K) | 22 tháng 11 năm 2020 |
| Lars Stindl          | Borussia Mönchengladbach | Eintracht Frankfurt      | 3–3 (K) | 15 tháng 12 năm 2020 |
| Matthew Hoppe        | Schalke 04               | 1899 Hoffenheim          | 4–0 (N) | 9 tháng 1 năm 2021   |
| Robert Lewandowski   | Bayern Munich            | Borussia Dortmund        | 4–2 (N) | 6 tháng 3 năm 2021   |
| Robert Lewandowski   | Bayern Munich            | VfB Stuttgart            | 4–0 (N) | 20 tháng 3 năm 2021  |
| Josip Brekalo        | VfL Wolfsburg            | Union Berlin             | 3–0 (N) | 8 tháng 5 năm 2021   |
| Robert Lewandowski   | Bayern Munich            | Borussia Mönchengladbach | 6–0 (N) | 8 tháng 5 năm 2021   |

- 4 Cầu thủ ghi 4 bàn.

### Số trận giữ sạch lưới
| Hạng | Cầu thủ            | Câu lạc bộ               | Số trận giữ sạch lưới |
| ---- | ------------------ | ------------------------ | --------------------- |
| 1    | Péter Gulácsi      | RB Leipzig               | 15                    |
| 2    | Koen Casteels      | VfL Wolfsburg            | 14                    |
| 3    | Stefan Ortega      | Arminia Bielefeld        | 11                    |
| 4    | Manuel Neuer       | Bayern Munich            | 9                     |
| 5    | Lukáš Hrádecký     | Bayer Leverkusen         | 8                     |
| 5    | Alexander Schwolow | Hertha BSC               | 8                     |
| 7    | Rafał Gikiewicz    | FC Augsburg              | 7                     |
| 7    | Marwin Hitz        | Borussia Dortmund        | 7                     |
| 9    | Oliver Baumann     | 1899 Hoffenheim          | 6                     |
| 9    | Florian Müller     | SC Freiburg              | 6                     |
| 9    | Jiří Pavlenka      | Werder Bremen            | 6                     |
| 9    | Yann Sommer        | Borussia Mönchengladbach | 6                     |

## Số đội theo bang
| Vị trí | Bang                   | Số đội | Đội |
| ------ | ---------------------- | ------ | --- |
| 1      | North Rhine-Westphalia | 6      | Arminia Bielefeld, Borussia Dortmund, 1. FC Köln, Bayer Leverkusen, Borussia Mönchengladbach, và Schalke 04 |
| 2      | Baden-Württemberg      | 3      | SC Freiburg, 1899 Hoffenheim và VfB Stuttgart                                                               |
| 3      | Bavaria                | 2      | FC Augsburg và Bayern Munich                                                                                |
| 3      | Berlin                 | 2      | Hertha BSC và Union Berlin                                                                                  |
| 5      | Bremen                 | 1      | Werder Bremen                                                                                               |
| 5      | Hesse                  | 1      | Eintracht Frankfurt                                                                                         |
| 5      | Lower Saxony           | 1      | VfL Wolfsburg                                                                                               |
| 5      | Rhineland-Palatinate   | 1      | Mainz 05 |
| 5      | Saxony                 | 1      | RB Leipzig                                                                                                  |

## Giải thưởng

### Giải thưởng hàng tháng
| Tháng    | Cầu thủ xuất sắc nhất tháng | Cầu thủ xuất sắc nhất tháng | Tân binh xuất sắc nhất tháng | Tân binh xuất sắc nhất tháng | Bàn thắng đẹp nhất tháng | Bàn thắng đẹp nhất tháng | Tham khảo            |
| Tháng    | Cầu thủ                     | Câu lạc bộ                  | Cầu thủ                      | Câu lạc bộ                   | Cầu thủ                  | Câu lạc bộ               | Tham khảo            |
| -------- | --------------------------- | --------------------------- | ---------------------------- | ---------------------------- | ------------------------ | ------------------------ | -------------------- |
| Tháng 9  | Andrej Kramarić             | 1899 Hoffenheim             | Jude Bellingham              | Borussia Dortmund            | Joshua Kimmich           | Bayern Munich            | [ 55 ] [ 56 ] [ 57 ] |
| Tháng 10 | Robert Lewandowski          | Bayern Munich               | Mateo Klimowicz              | VfB Stuttgart                | Yussuf Poulsen           | RB Leipzig               | [ 55 ] [ 56 ] [ 57 ] |
| Tháng 11 | Erling Haaland              | Borussia Dortmund           | Silas Wamangituka            | VfB Stuttgart                | Valentino Lazaro         | Borussia Mönchengladbach | [ 55 ] [ 56 ] [ 57 ] |
| Tháng 12 | Lars Stindl                 | Borussia Mönchengladbach    | Silas Wamangituka            | VfB Stuttgart                | Leon Bailey              | Bayer Leverkusen         | [ 55 ] [ 56 ] [ 57 ] |
| Tháng 1  | André Silva                 | Eintracht Frankfurt         | Matthew Hoppe                | Schalke 04                   | Nadiem Amiri             | Bayer Leverkusen         | [ 55 ] [ 56 ] [ 57 ] |
| Tháng 2  | Jadon Sancho                | Borussia Dortmund           | Silas Wamangituka            | VfB Stuttgart                | Marcel Sabitzer          | RB Leipzig               | [ 55 ] [ 56 ] [ 57 ] |
| Tháng 3  | Filip Kostić                | Eintracht Frankfurt         | Ritsu Dōan                   | Arminia Bielefeld            | Deyovaisio Zeefuik       | Hertha BSC               | [ 55 ] [ 56 ] [ 57 ] |
| Tháng 4  | Erling Haaland              | Borussia Dortmund           | Jamal Musiala                | Bayern Munich                | Ondrej Duda              | 1. FC Köln               | [ 55 ] [ 56 ] [ 57 ] |
| Tháng 5  | —                           | —                           | —                            | —                            | Robert Lewandowski       | Bayern Munich            | [ 55 ] [ 56 ] [ 57 ] |

### Giải thưởng hàng năm
| Giải thưởng                     | Cầu thủ giành giải | Câu lạc bộ               | Tham khảo |
| ------------------------------- | ------------------ | ------------------------ | --------- |
| Cầu thủ xuất sắc nhất mùa giải  | Erling Haaland     | Borussia Dortmund        |           |
| Tân binh xuất sắc nhất mùa giải | Silas Wamangituka  | VfB Stuttgart            | [ 56 ]    |
| Bàn thắng đẹp nhất mùa giải     | Valentino Lazaro   | Borussia Mönchengladbach |           |

## Đội hình tiêu biểu của mùa giải
| VT | Cầu thủ            | Đội                 |
| -- | ------------------ | ------------------- |
| TM | Manuel Neuer       | Bayern Munich       |
| HV | Alphonso Davies    | Bayern Munich       |
| HV | Angeliño           | RB Leipzig          |
| HV | Mats Hummels       | Borussia Dortmund   |
| HV | Ridle Baku         | VfL Wolfsburg       |
| TV | Leon Goretzka      | Bayern Munich       |
| TV | Joshua Kimmich     | Bayern Munich       |
| TV | Thomas Müller      | Bayern Munich       |
| TĐ | Andre Silva        | Eintracht Frankfurt |
| TĐ | Robert Lewandowski | Bayern Munich       |
| TĐ | Erling Haaland     | Borussia Dortmund   |